# Trofeu Bravo
El Trofeu Bravo va ser un premi individual que entre 1978 i 2015 va atorgar anualment el diari esportiu italià Guerin Sportivo al millor futbolista del futbol europeu menor de 21 anys. Era considerat l'equivalent a la Pilota d'Or dels futbolistes més joves.
Entre 1978 i 1992 només podien ser escollits per al trofeu els futbolistes europeus de clubs d'alguna de les tres competicions de clubs organitzades per la UEFA (Lliga de Campions, Copa de la UEFA, Recopa d'Europa). Des de 1992 es podia concedir a qualsevol futbolista menor de 21 anys de qualsevol club que milités a una lliga nacional europea.
El premi es concedia durant el mes de juny, segons els mèrits demostrats durant la temporada futbolística, no durant l'any natural.
Només dos futbolistes han aconseguit guanyar dos cops el Trofeu: l'espanyol Emilio Butragueño i el brasiler Ronaldo.

## Guanyadors

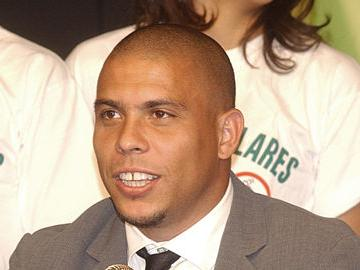
Ronaldo vencedor dos cops.

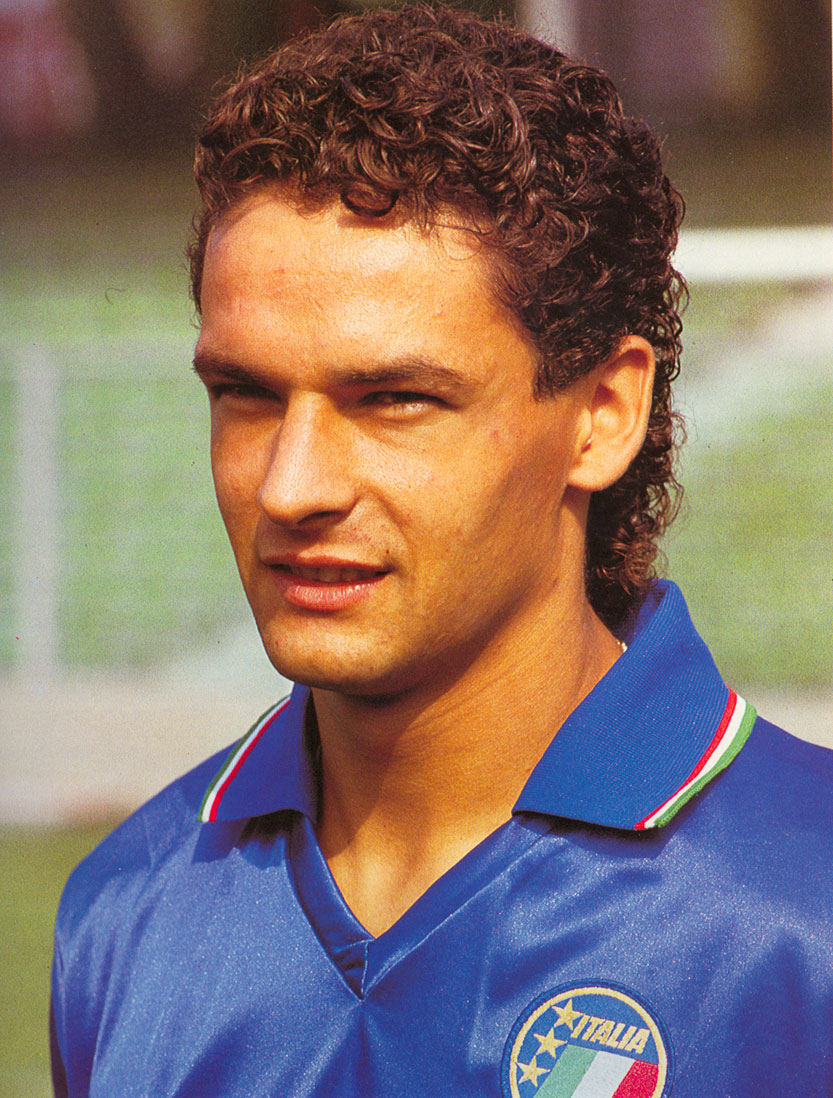
Roberto Baggio vencedor el 1990.

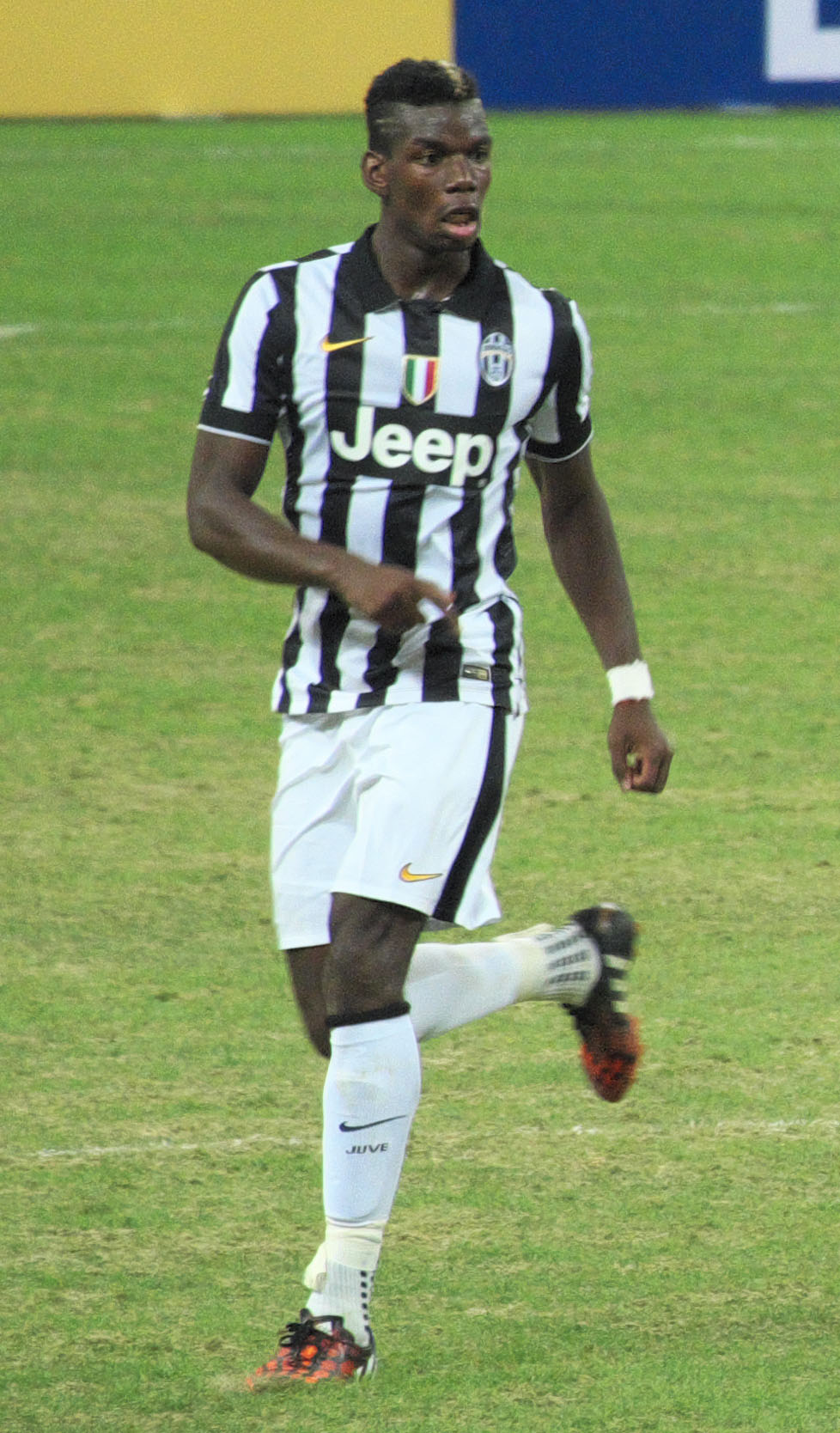
Paul Pogba vencedor el 2014.

| Any  | Guanyador            | Club                 | Refs         |
| ---- | -------------------- | -------------------- | ------------ |
| 1978 | Jimmy Case           | Liverpool FC         | [ 2 ]        |
| 1979 | Garry Birtles        | Nottingham Forest    | [ 2 ]        |
| 1980 | Hansi Müller         | VfB Stuttgart        | [ 1 ]        |
| 1981 | John Wark            | Ipswich Town         | [ 1 ]        |
| 1982 | Gary Shaw            | Aston Villa          | [ 2 ]        |
| 1983 | Massimo Bonini       | Juventus FC          | [ 1 ]        |
| 1984 | Ubaldo Righetti      | Roma                 | [ 3 ]        |
| 1985 | Emilio Butragueño    | Reial Madrid         | [ 2 ] [ 4 ]  |
| 1986 | Emilio Butragueño    | Reial Madrid         | [ 2 ] [ 4 ]  |
| 1987 | Marco van Basten     | AFC Ajax             | [ 1 ]        |
| 1988 | Eli Ohana            | KV Mechelen          | [ 5 ]        |
| 1989 | Paolo Maldini        | AC Milan             | [ 1 ]        |
| 1990 | Roberto Baggio       | ACF Fiorentina       | [ 6 ]        |
| 1991 | Robert Prosinečki    | Estrella Roja        | [ 7 ]        |
| 1992 | Josep Guardiola      | FC Barcelona         | [ 4 ]        |
| 1993 | Ryan Giggs           | Manchester United FC | [ 8 ]        |
| 1994 | Christian Panucci    | AC Milan             | [ 9 ]        |
| 1995 | Patrick Kluivert     | AFC Ajax             | [ 10 ]       |
| 1996 | Alessandro Del Piero | Juventus FC          | [ 1 ]        |
| 1997 | Ronaldo              | FC Barcelona         | [ 2 ]        |
| 1998 | Ronaldo              | Inter de Milà        | [ 2 ]        |
| 1999 | Gianluigi Buffon     | Parma FC             | [ 2 ]        |
| 2000 | Iker Casillas        | Reial Madrid         | [ 2 ] [ 4 ]  |
| 2001 | Owen Hargreaves      | Bayern München       | [ 2 ]        |
| 2002 | Christoph Metzelder  | Borussia Dortmund    | [ 2 ]        |
| 2003 | Wayne Rooney         | Everton FC           | [ 2 ]        |
| 2004 | Cristiano Ronaldo    | Manchester United FC | [ 11 ]       |
| 2005 | Arjen Robben         | Chelsea FC           | [ 1 ]        |
| 2006 | Cesc Fàbregas        | Arsenal FC           | [ 12 ]       |
| 2007 | Lionel Messi         | FC Barcelona         | [ 4 ] [ 13 ] |
| 2008 | Karim Benzema        | Olympique de Lió     | [ 14 ]       |
| 2009 | Sergio Busquets      | FC Barcelona         | [ 15 ]       |
| 2010 | Thomas Müller        | Bayern München       | [ 16 ]       |
| 2011 | Eden Hazard          | Lille OSC            | [ 17 ]       |
| 2012 | Marco Verratti       | Pescara Calcio       | [ 18 ]       |
| 2013 | Isco                 | Màlaga CF            | [ 18 ]       |
| 2014 | Paul Pogba           | Juventus FC          | [ 18 ]       |
| 2015 | Domenico Berardi     | US Sassuolo          | [ 2 ]        |